# سیارک ۱۶۵۱۸
سیارک ۱۶۵۱۸ (به انگلیسی: 16518 Akihikoito، نامگذاری:1990WF) شانزده هزار و پانصد و هجدهمین سیارک کشف شده‌است که در ۱۶ نوامبر ۱۹۹۰ کشف شد.